# 2018 au Canada
Pour un article plus général, voir Chronologie du Canada.
Cet article traite des événements qui se sont produits durant l'année 2018 au Canada.

## Événements

### Janvier 2018
- 28 janvier : 
  - Soulignement du premier anniversaire de l'attentat de la grande mosquée de Québec[1].
  - 60e cérémonie des Grammy : Alessia Cara est la première artiste canadienne a remporter le prix du meilleur nouvel artiste[2].

### Mars 2018
- 14 au 24 mars : 23e jeux d'hiver de l'Arctique à Hay River et Fort Smith aux Territoires du Nord-Ouest.
- 16 au 18 mars : Championnats du monde de patinage de vitesse sur piste courte à Montréal
- 25 mars : 47e cérémonie des Juno : Gord Downie est couronné grand gagnant avec 3 prix[3].

### Avril 2018
- 6 avril : Une collision entre un autocar et un camion fait 15 morts à Tisdale en Saskatchewan[4]. Les victimes étaient tous membres de l'équipe de hockey junior des Broncos d'Humboldt.
- 23 avril : une attaque à la camionnette-bélier fait 10 morts et 15 blessés à Toronto[5] ; le conducteur arrêté, Alek Minassian, se réclame du mouvement de célibataires misogynes des Incels, et en particulier d'Elliot Roger, un Incel qui avait déjà commis la tuerie d'Isla Vista[6]. Il s'agit de l'attaque à la voiture-bélier la plus meurtrière de l'histoire du Canada.

### Mai 2018
- 4 mai : Des vents violents balayent le sud-est de l'Ontario et le sud du Québec causant des dommages, pannes de courant et 4 morts[7],[8].
- 6 mai : Le Nouveau-Brunswick, qui subit des crues printanières depuis la fin du mois avril sont qualifiées d'historique[9] battant celles de 1973.
- 9 mai : Les sept députés démissionnaires du Bloc québécois créent un nouveau parti politique fédéral nommé Québec debout[10].
- 14 mai : La Colombie-Britannique est à son tour inondé principalement à Merritt[11].
- 22 mai : Stingray Digital annonce l'acquisition de l'un des plus importants radiodiffuseurs, lequel détient 101 radios locales et emploie environ 800 personnes[12].
- 29 mai (jusqu'au 3 juin) : Coupe des nations de saut d'obstacles à Langley
- 31 mai : Les États-Unis imposent des taxes sur l'aluminium et l'acier au Canada et d'autres pays[13].

### Juin 2018
- 7 juin : 42e élections générales ontariennes, le Parti progressiste-conservateur mené par Doug Ford remporte avec 40,8% des voix[14]. Également, Mike Schreiner devient le premier député élu de l'histoire du Parti vert de l'Ontario[15].
- 8 juin : 44e Sommet du G7 ayant lieu à La Malbaie au Manoir Richelieu.
- 12 juin : la FIFA attribue la Coupe du monde de football de 2026 aux États-Unis, au Canada et au Mexique.
- 18 juin : élection partielle dans la circonscription Chicoutimi—Le Fjord[16], Richard Martel est élu sous la bannière conservatrice.

### Juillet 2018
- 1er juillet : Le gouvernement canadien impose un tarif douanier de 10% sur divers produits américains[17].
- 12 juillet : L'ouragan Chris devenu post-tropical s'abat au large de la Nouvelle-Écosse et la péninsule d'Avalon (Terre-Neuve). Il est tombé entre 25 et 75 mm de pluie donc 76 mm à Gander accompagné de vents jusqu'à 100 km[18],[19].
- 22 juillet : Une fusillade meurtrière dans le quartier grec de Toronto fait 2 morts et 13 blessés[20].

### Août 2018
- 3 août : Une tornade frappe Alonsa, causant plusieurs dommages matériels et 1 mort[21].
- 6 août : 
  - Crise diplomatique entre l'Arabie saoudite et le Canada[22],[23].
  - Coupe Hlinka-Gretzky à Edmonton et Red Deer (jusqu'au 11 août)
- 7 août : Une pluie diluvienne s'abat sur Toronto, laissant en quelques minutes 75 mm qui cause des inondations[24].
- 10 août :
  - Une fusillade faisant 4 victimes donc 2 policiers éclate à Fredericton[25].
  - Championnats d'Amérique du Nord, d'Amérique centrale et des Caraïbes d'athlétisme au Varsity Stadium à Toronto (jusqu'au 12 août).
- 29 août :
  - Un temps violent s'abat et cause des dégâts à travers le Québec[26]. Également, une tornade type F2 a été confirmée à Saint-Julien[27].
  - La Colombie-Britannique devient la première province à déposer un recours collectifs contre les fabricants et distributeurs d'opioïde alors que la province traverse une crise du fentanyl[28].

### Septembre 2018
- 13 au 16 septembre : Championnat du monde de pétanque à Desbiens (Québec)[29]
- 14 septembre : L'ancien conservateur et député de Beauce, Maxime Bernier, fonde le Parti populaire du Canada[30].
- 17 septembre : Rentrée parlementaire : Les membres de Québec debout retournent au Bloc québécois[31] et Leona Alleslev (députée d'Aurora—Oak Ridges—Richmond Hill) passe des libéraux aux conservateurs[32].
- 21 septembre : Une tempête pré-automnale s'abat dans l'est du pays particulièrement en Ontario et au Québec. Une tornade type F3 s'est produite dans les secteurs d'Ottawa et Gatineau[33].
- 24 septembre : 59e élections générales néo-brunswickoises, Brian Gallant forme un gouvernement minoritaire pour la première fois en 100 ans depuis Walter E. Foster[34].

### Octobre 2018
- 1er octobre :
  - élections législatives au Québec, qui marquent la fin de 48 ans d'alternance entre libéraux et indépendantistes avec la victoire de la Coalition avenir Québec ;
  - les conditions de l'Accord États-Unis-Mexique-Canada (AÉUMC), qui succède à l'ALÉNA, sont officiellement acceptées par les trois États membres[35].
- 2 octobre : la Canadienne Donna Strickland, le Français Gérard Mourou, et l'Américain Arthur Ashkin reçoivent le Prix Nobel de physique pour leurs travaux sur les lasers.
- 17 octobre : légalisation de la marijuana[36]

### Novembre 2018
- 2 novembre : Démission du gouvernement néo-brunswickois dont Brian Gallant et Blaine Higgs lui succède[37].
- 5 au 18 novembre : Championnats du monde junior de badminton à Markham
- 6 au 10 novembre : Coupe des quatre nations au SaskTel Centre à Saskatoon

### Décembre 2018
- 6 au 9 décembre : Finale du Grand Prix ISU 2018-2019 au Centre des sports d'hiver UBC à Vancouver
- 26 décembre (jusqu'au 5 janvier 2019) : Championnat du monde junior de hockey sur glace 2019 à Vancouver et Victoria.

## Faits marquants

### Affaire Bruce McArthur
Le 18 janvier, la police arrête un homme de 66 ans en lien avec le meurtre d'Andrew Kinsman et Selim Esen. Le lendemain, il est accusé du meurtre prémédité des deux hommes. Au total, 8 victimes donc principalement homosexuelle aussi majoritairement originaire d'Asie du Sud-Est et du Moyen-Orient,.
En avril, le service de police de Toronto fait l'ouverture de 15 enquêtes non résolues entre 1975 et 1997 impliquant des homosexuels pour peut-être faire lien avec McArthur. Elle écarte toutefois la thèse que le suspect aurait fréquenté le quartier gai de Toronto durant les années 1970 alors qu'on rapportait 14 cas de disparition suivie d'un meurtre entre 1975 et 1978.

#### Les recherches
L'enquête était principalement concentrée dans les environs de Toronto où de nombreuses fouilles ont été entreprises afin de trouver des restes humains d'autres victimes. Travaillant comme jardinier, le terrain d'une trentaine de ses clients fut fouillé par la police. Une résidence du quartier Leaside a été la scène macabre de 4 victimes démembrées dans des bacs à fleurs.

### Changements climatiques
Il a été question à de nombreuses reprises des changements climatiques.

#### Inondation printanière
Des crues se sont produites à travers le pays notamment au Nouveau-Brunswick où le fleuve Saint-Jean était sous surveillance tandis qu'en Colombie-Britannique, des températures dépassant la vingtaine de degrés font craindre la fonte des neiges rapide qui pourrait causer des inondations.

#### Canicule et incendies
La saison estivale est marquée par les hautes températures en particulier dans l'hémisphère nord. Au Canada, le mois de juillet fut manqué par une canicule concentrée en Ontario, au Québec et dans les provinces maritimes. Des records ont été pulvérisés comme à Montréal où les températures ont franchi la trentaine de degrés pendant 11 jours, du jamais vu en 97 ans alors qu'il avait fait au-dessus de 30 degrés pendant 15 jours.
La vague de chaleur a causé des feux de forêt, l'Ontario fut la plus touchée dont dans les secteurs de Rivière-des-Français et Parry Sound.

### Autres
- Adhérassions à la Banque asiatique d'investissement pour les infrastructures
- Championnat du monde de Scrabble classique à Mont-Tremblant.
- Championnats du monde de kayak-polo à Welland
- Coupe du monde de marathon FINA de nage en eau libre aux lacs Saint-Jean et Mégantic
- Défi mondial junior A à Bonnyville